# Droits du travail en Azerbaïdjan
 (août 2018).
Toute personne, y compris les étrangers et les non-ressortissants, a le droit de travailler en République d'Azerbaïdjan. Nul ne peut être privé du droit au travail fondé sur la discrimination fondée sur la citoyenneté, le sexe, la race, la nationalité, la langue, le lieu de résidence, la situation économique, l'origine sociale, l'âge, la situation familiale, la religion, les opinions politiques, associations publiques, statut professionnel, croyances ou autres facteurs similaires. Toutes les personnes sont libres de choisir leur lieu de travail, leur profession et leur activité. Tout le monde est libre de travailler ou de ne pas travailler. Le travail obligatoire est interdit par la législation en vigueur en Azerbaïdjan. En d'autres termes, personne ne peut être forcé de travailler dans le pays. Si l'un d'entre eux a le statut de «chômeur», l'État doit lui verser des allocations sociales. En outre, l'État doit s'efforcer d'éliminer le chômage dans le pays. 

## Droits et obligations fondamentaux des employés et des employeurs

### Droits et obligations des employés
Les relations de travail entre un salarié et un employeur sont établies à partir du contact de l'emploi entre en vigueur. La législation du travail détermine les droits et les responsabilités des employés et des employeurs. Les travailleurs ont le droit de percevoir un salaire approprié pour leur travail et l'assurance sociale versée par l'employeur, de travailler dans des conditions de sécurité et de santé, de s'affilier à des syndicats ou à d'autres organisations. Dans le même temps, les employés doivent s'abstenir de la violation de la discipline du travail, les exigences de sécurité au travail, divulguer des secrets d'État et commerciaux, et tout autre qui peut causer la violation des droits du travail et des intérêts de leurs collègues. 

### Droits et obligations des employeurs
Les employeurs doivent respecter les droits des employés. Ils ont la responsabilité de se conformer aux termes et conditions des contrats de travail, des conventions collectives et de la législation du travail en vigueur. Tous les jugements et décisions des organes judiciaires ou quasi-judiciaires concernant les conflits individuels ou collectifs doivent être exécutés par les employeurs. Les employeurs doivent essayer d'améliorer le bien-être social, y compris le salaire, d'établir et de maintenir la sécurité et un environnement de travail sain, de promouvoir et de créer des chances égales pour les employés uniquement en fonction de leur performance au travail, et de prendre les mesures nécessaires pour prévenir la discrimination, en particulier fondée sur le genre et le harcèlement sexuel.
Les employeurs ont le droit d'imposer des mesures disciplinaires aux employés en raison de la violation de la législation du travail en vigueur et d'un contrat de travail. De plus, ils ont raison de demander une indemnisation pour les dommages causés par les employés. 

## Responsabilité pénale pour violation de la législation du travail
Il est interdit de forcer une personne à travailler par intimidation, harcèlement, recours à la force ou restriction de sa liberté. Cette action est punie d'un emprisonnement de quatre à huit ans. La punition peut augmenter, par exemple, si la même action cause la mort de quelqu'un.
La violation des règles de sécurité ou d'autres règles de sécurité du travail par une personne désignée est punie si elle cause un préjudice grave, sérieux ou mineur à la santé d'une personne, ou au décès d'une personne ou de personnes. 
Les personnes ne peuvent être employées que si le contrat de travail entre en vigueur. Les autorités qui en sont responsables doivent porter une responsabilité pénale en vertu du Code pénal d'Azerbaïdjan.
La rupture injustifiée du contrat de travail avec une femme en raison de sa grossesse ou d'un enfant de 3 ans qui dépend d'elle entraîne une responsabilité pénale. Le règlement est le même pour un homme qui élève seul son enfant. 

## Organisation internationale du travail et Azerbaïdjan

Organisation internationale du travail

L'Azerbaïdjan est devenu membre de l'Organisation internationale du travail en mai 1992. L'OIT a ouvert son bureau local en Azerbaïdjan en 2003. Jusqu'à la fin de septembre 2017, l'Azerbaïdjan a ratifié 58 conventions et 1 protocoles additionnels dans le cadre de l'OIT. Toutes les conventions fondamentales et de gouvernance de l'OIT ont été ratifiées par l'Azerbaïdjan. Les 18 et 19 novembre 2010, Bakou, la capitale de l'Azerbaïdjan, a accueilli la 3e Conférence de l'Alliance régionale des inspections du travail. Le Ministère du travail et de la protection sociale de la population de la République d'Azerbaïdjan, l'Association internationale des inspections du travail, l'OIT et la Banque mondiale ont organisé ensemble la Conférence,